# Romance de Nossa Senhora lavadeira
"Nossa Senhora lavadeira" é um romance popular português, usado como acalento e canção de Natal em Portugal e no Brasil.
O tema deste romance é o quotidiano da Sagrada Família atormentada pela pobreza. É evidente uma identificação da família de Jesus com as famílias do povo, fenómeno bastante comum na poesia e música tradicional portuguesa.

## Datação e estrutura
A data de origem deste romance popular é incerta, contudo, parece remontar à Idade Média. Encontra-se disseminado por todo o território português (continental e insular) e é usado como exemplo das canções que "viajaram" com os primeiros colonos, na época das grandes navegações dos séculos XVI e XVII, para o Brasil. Na verdade, os versos não são exclusivos da tradição lusófona, havendo também quadras bastante semelhantes em castelhano e em italiano:
| Versão portuguesa (1867)                                                        | Versão italiana (1889)                                                                   | Versão castelhana (1866)                                               |
| ------------------------------------------------------------------------------- | ---------------------------------------------------------------------------------------- | ---------------------------------------------------------------------- |
| Estando Maria À borda do rio, Lavando os paninhos Do seu bento Filho;           |                                                                                          |                                                                        |
| Maria lavava, José estendia, Chorava o Menino Com frio que tinha.               | Maria lavava, Giuseppe stendeva, Suo Figlio piangeva Dal freddo che aveva.               | La Virgen lavaba, San José tendía, El Niño lloraba Del frio que hacía. |
| "Não choreis, Menino, Não choreis, Amor, Isso são pecados, Que cortam sem dor." | "Sta zitto, mio figlio, Che adesso ti piglio! Del latte t'ho dato, Del pane 'un ce n'è." |                                                                        |

O texto português apresentado, recolhido por Teófilo Braga, ilustra bem a forma primitiva do poema, que consistiria em três quadras:
- Maria é vista a lavar no rio;
- Maria lava a roupa e José estende-a, enquanto o Menino Jesus chora com frio;
- Maria exorta o Menino a deixar de chorar.[2]

Embora as duas primeiras quadras tenham sido transmitidas com relativa estabilidade, a última trova é hoje representada por um grande número de variantes, principalmente nos dois versos finais.

## Em Portugal
O romance tem sido recolhido em Portugal por vários autores em variados locais. Esse grande conjunto é ainda aumentado pelo facto de, frequentemente, as quadras surgirem misturadas com outras composições. Na atualidade, as adaptações musicais, mais divulgadas são "Oh bento airoso" proveniente de Paradela e "Conto de Natal" originário de Cardigos.

### Oh bento airoso

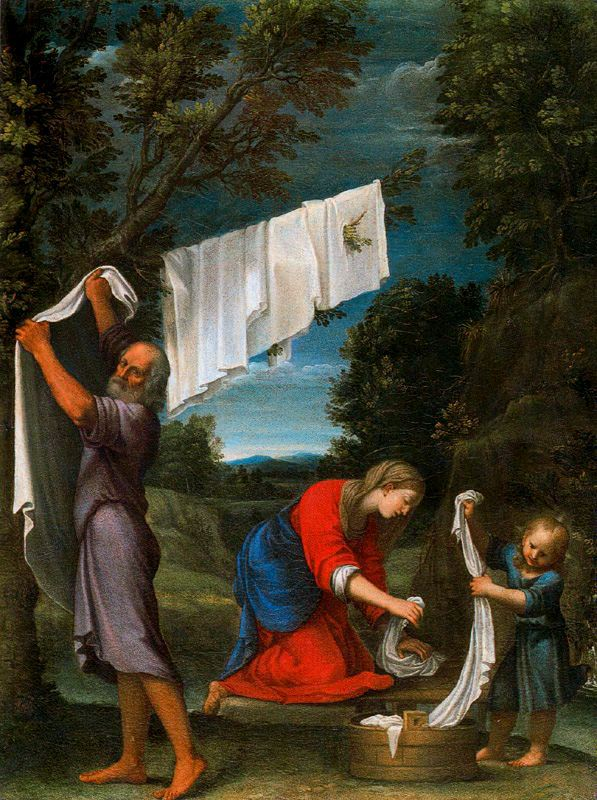
Lucio Massari: Sagrada Família (1675). Esta pintura bolonhesa parece ilustrar exatamente os versos deste romance: Maria lava a roupa e José estende-a nos ramos de uma árvore.

"Oh bento airoso" é uma interessante canção de origem tradicional proveniente da antiga freguesia de Paradela (desde a sua extinção incluída na União das Freguesias de Ifanes e Paradela) no concelho de Miranda do Douro. Foi recolhida somente em 1960 entre as campanhas etnomusicológicas de Michel Giacometti, interpretada pelo cantador popular paradelense Francisco Domingues que trabalhava como agricultor e pastor nessa remota localidade arraiana. O fonograma de Giacometti foi depois transcrito em partitura pelo compositor português Fernando Lopes-Graça.
A melodia que acompanha esta adaptação do romance, apresenta determinadas características que acusam, segundo o cantor português Janita Salomé, uma possível influência da música sefardita. Esta é, de resto, bastante semelhante à usada em "Beijai o Menino", uma outra célebre cantiga popular, recolhida no mesmo concelho entre 1932 e 1933 pelo folclorista norte-americano Kurt Schindler. Como prova da sua ligação como variante de um mesmo tema, contribui também uma versão, esta recolhida em 1955 por Laura Boulton, coincidentemente outra musicóloga dos Estados Unidos da América, que utiliza uma melodia mais próxima de "Beijai o Menino", com o texto do romance de "Nossa Senhora lavadeira".
Para a relativa popularidade nacional e internacional que a canção tem vindo a conquistar contribuiu decisivamente o trabalho de Eurico Carrapatoso. Este compositor português contemporâneo harmonizou por três vezes esta composição: em 1996 para "Cinco Melodias em Forma de Montemel", em 1997 para a sua obra "Natal Profano" e, em 1998, para "Magnificat em talha dourada".

#### Letra
A letra de "Oh bento airoso" principia com dois versos introdutórios, um tanto ou quanto intrusivos, seguindo-se as três quadras essenciais já mencionadas:
Oh bento airoso,

Mistério divino.

Encontrei a Maria

À beira do rio,

Lavando os cueiros

Do seu bendito filho.

Maria lavava,

São José estendia,

O Menino chorava,

Co frio que fazia.

"Calai, meu Menino,

Calai, meu amor!

Que as vossas verdades

Me matam com dor!"

### Conto do Natal

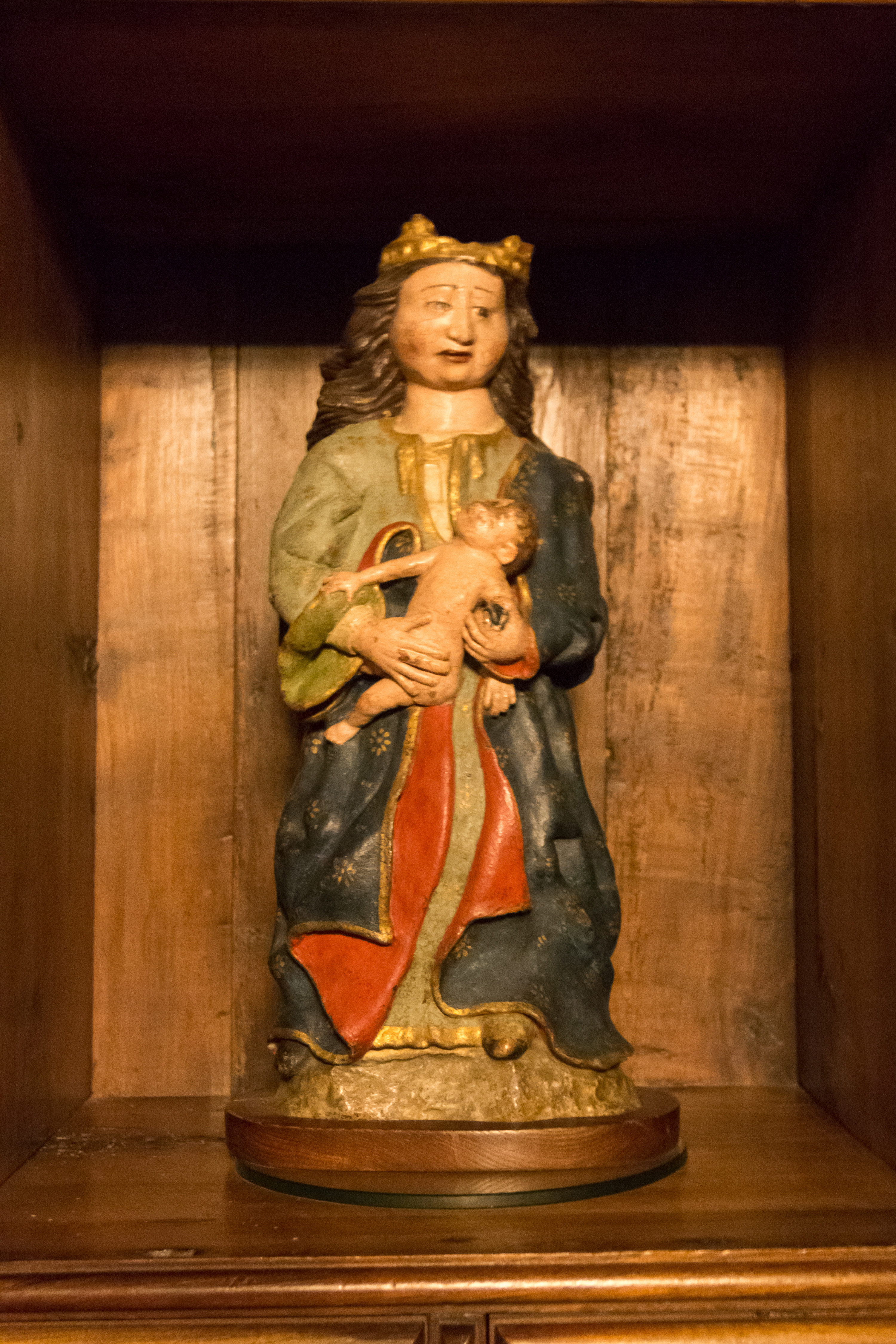
Nossa Senhora com o Menino (séc. XVI), Paço dos Duques. Ao contrário de outras versões, no Conto do Natal Maria pega no Menino ao colo para o acalmar.

"Conto do Natal", "Natal de Cardigos" ou "Jesus, Maria e José" é uma melodia tradicional da freguesia de Cardigos no concelho de Mação. Foi recolhida por Francisco Serrano e incluído na sua coleção Romances e Canções Populares da Minha Terra em 1921.
A canção foi arranjada para voz e piano pelo compositor português Fernando Lopes-Graça, publicada em 1955 nos seus Quatro Cantos do Natal e para 3 vozes pelo compositor Jorge Croner de Vasconcelos, incluída nos seus Oito Cantos do Natal em 1974.

#### Letra
A letra inclui as três quadras essenciais supracitadas e acrescenta uma última na qual para terminar o choro do Menino, Maria aconchega-o no seu peito:

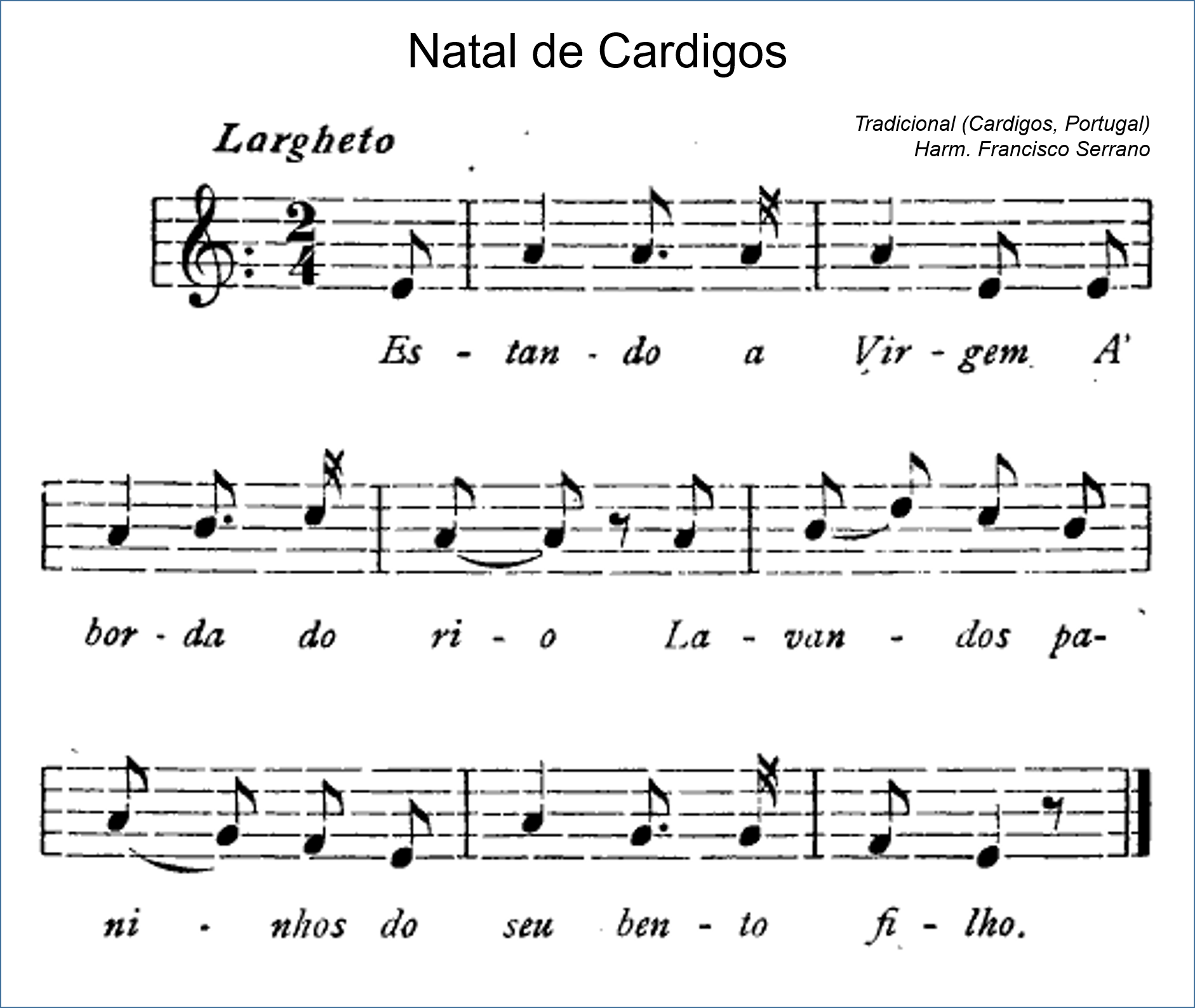
"Natal de Cardigos", transcrição de Francisco Serrano.

Estando a Virgem

À borda do rio,

Lavando os paninhos

Do seu bento filho.

A Virgem lavava,

São José estendia,

Menino chorava

Com o frio que tinha

"Cale-se o Menino,

Cale-se o Amor.

Isto são navalhas

Que cortam sem dor!"

A Virgem ao peito

O foi conchegar,

Logo o Deus Menino

Deixou de chorar.

### Discografia
Oh bento airoso:
- 1961 — Oito Cantos Transmontanos. Francisco Domingues; rec. Michel Giacometti. Arquivos Sonoros Portugueses. Faixa B4: "Adoração Do Menino".
- 1993 — 15 ans de musique portugaise traditionnelle. Brigada Victor Jara. PlayaSound. Faixa 13: "Oh bento airoso".
- 1997 — Canções de Natal. Coro de Câmara de Lisboa. Numérica. Faixa 30: "Ó bento airoso".
- 2000 — Por Sendas, Montes e Vales. Brigada Victor Jara. Farol Music. Faixa 9: "Bento Airoso".
- 2005 — Magnificat em Talha Dourada. Grupo Vocal Olisipo. Dialogos. Faixa 5: "Ó Bento Airoso".
- 2009 — Cantigas tradicionais portuguesas de Natal e Janeiras. Navegante. José Barros. Faixa 2: "Oh bento airoso".
- 2013 — A Hundred Silent Ways. Filipe Raposo. AMG Music. Faixa 3: "Oh Bento Airoso".
- 2013 — Just One Angel V 2.0. Field & Franz. Yellow Tail Records. Faixa 14: "Ó Bento Airoso (Portuguese Christmas Song)".
- 2014 — Em nome da Rosa. Janita Salomé. Faixa 6: "Oh Bento Airoso".
- 2015 — Monte Formoso. Brigada Victor Jara. Tradisom. Faixa 1: "Bento Airoso".
- 2015 — Iberici intrecci. Cantiga Caracol. Radicimusic. Faixa 8: "Oh Bento Airoso".

Conto do Natal:
- 1983 — Cantigas de Natal. Os Larocas & Os Meninos Rabinos. Metro-som. Faixa B5: "Natal (Cardigos)".[19]
- 1995 — Natal Português. Coral T.A.B. Ovação Records. Faixa 8: "Conto de Natal".

## No Brasil
No Brasil os versos são bastante populares como acalento. São de destacar a canções "Senhora Sant'Ana" e o "Bendito do Menino Jesus":